# Diphthera elegans
Diphthera elegans är en fjärilsart som beskrevs av Jacob Hübner 1806. Diphthera elegans ingår i släktet Diphthera och familjen nattflyn. Inga underarter finns listade i Catalogue of Life.